# ナンキョウ
ナンキョウ（南薑、学名: Alpinia galanga）は、ショウガ科の植物であり、東南アジア料理においてハーブとして使われる根茎を持つ。「ガランガル」と呼ばれる4つの植物種の一つである。別名は泰生姜、ダイガランガル（大ガランガル）。英語名はlengkuas、greater galangal、blue ginger。

## 名称

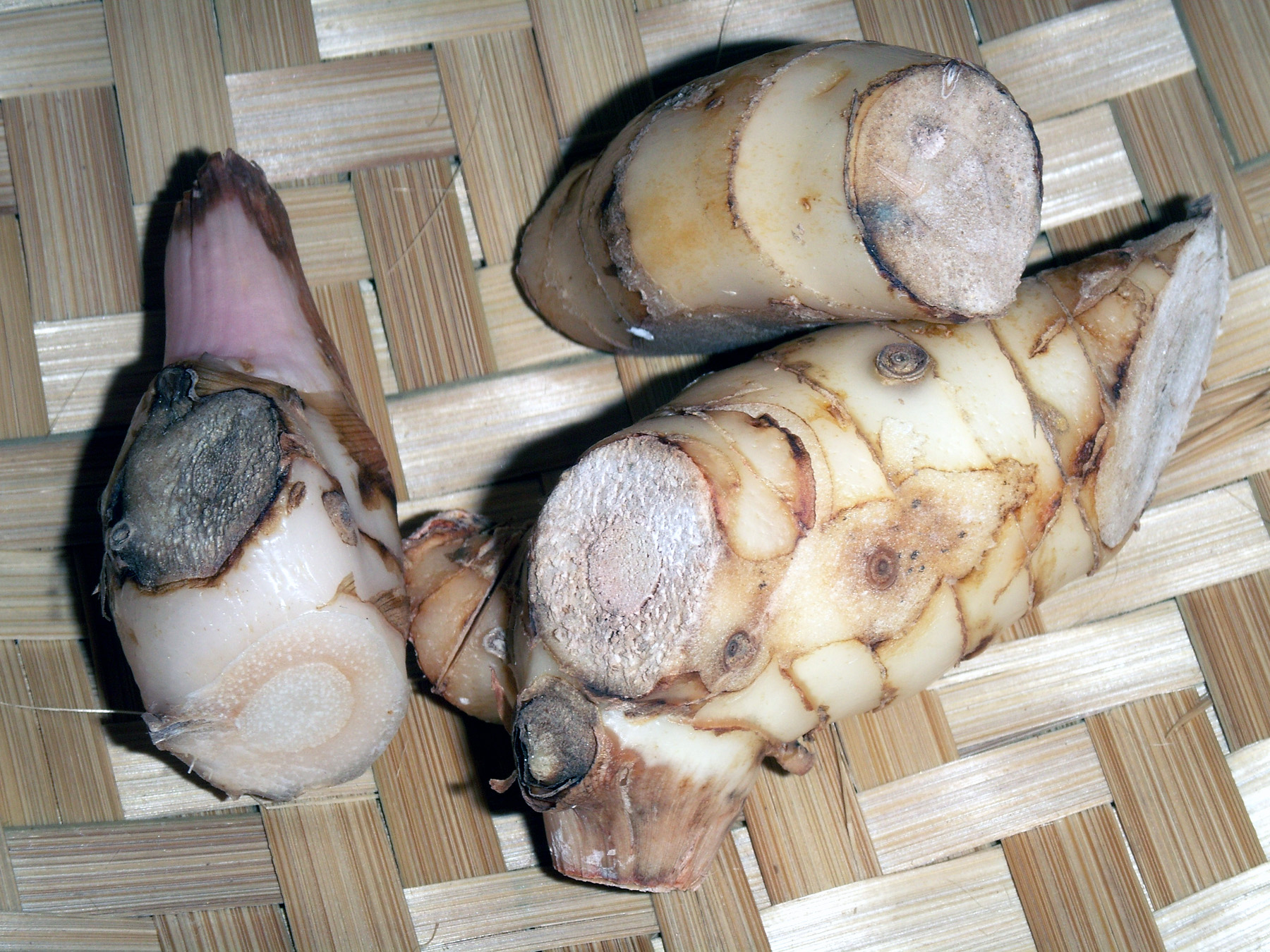
A. galangaの根茎

「ガランガル」という名称はペルシア語の「qulanjan」またはアラビア語の「khalanjan」におそらく由来し、これらは中国語の高良薑（gao liang jiang）から来ているだろう。インドでの名称は同じ語根に由来し、サンスクリット語での「kulanja」、ヒンディー語での「kulanjan」、ウルドゥー語の「kholinjan」などがある。
「Lengkuas」という名称は、一方、マレー語の「lengkuas」に由来し、これは西マレー・ポリネシア祖語の *laŋkuasに由来する。これは、イロカノ語のlangkuás、タガログ語、ビコール語、パンパンガ語、ビサヤ語、マノボ語のlangkáuasまたはlangkáwas、アクラノン語のeangkawás、カダザン・ドゥスン語の hongkuas、イダアン語のlengkuas、ガジュ語のlangkuas、イバン語のengkuasと同根である。これらの名称の一部は一般化しており、ハナミョウガ属の他の種やガジュツ（Curcuma zedoaria）に対しても使われる。
ナンキョウはジャワ語でlaos、スンダ語でlajaとも呼ばれる。その他の名称はカンボジアにおけるromdeng (រំដេង)、ミャンマーにおけるpa de kaw (ပတဲကော)、タイにおけるカー（kha）、官話での紅豆蔻（hong dou kou）など。

## 栽培化の歴史
ナンキョウは東南アジア原産である。香辛料貿易時代の最初の栽培の中心はジャワ島であり、今日も東南アジアの島、特に大スンダ列島とフィリピンで広く栽培されている。その栽培はインドシナ半島、特にタイへと広がった。ナンキョウは台湾のクバラン族が「nanel」を作るために使う葉の源である。これはオーストロネシア文化に共通する伝統的な子供の玩具として使われる丸めた葉の楽器である。

## 記載
ナンキョウは根茎から生長し、たくさんの葉と赤い実を付ける。高さは最大2メートルになる。この植物の根茎がほとんどの場合料理で使われる「ガランガル」である。食材や伝統医学での利用で重んじられ、ショウガよりも優れていると見なされている。根茎は黒コショウや松葉を思わせる鼻にツンとくる匂いと強い味を持つ。赤色と白色の栽培品種はしばしば異なる目的で使用される。赤色品種は主に医療、白色品種は主に香辛料として使われる。赤い「果実」は紅豆蔲という名称で中国医学で使われ、カルダモンに似た香りを持つ。そのため、中国では小豆蔲（Elettaria cardamomum、グリーンカルダモン）、白豆蔲（Amomum kravanh）、草豆蔲（Alpinia hainanensis）、砂仁（Amomum villosum）、縮砂（Amomum villosum var. xanthioides）、草果（Lanxangia tsaoko）などと共にカルダモン類生薬の一つとされる。

## 食材としての利用
根茎はタイのカレーとスープにおいて一般的な食材であり、ぶつ切りあるいは薄切り、すりつぶしてカレーペーストと混ぜ合わせて使われる。インドネシアのルンダンは大抵ガランガルで風味付けされる。

## 伝統医学

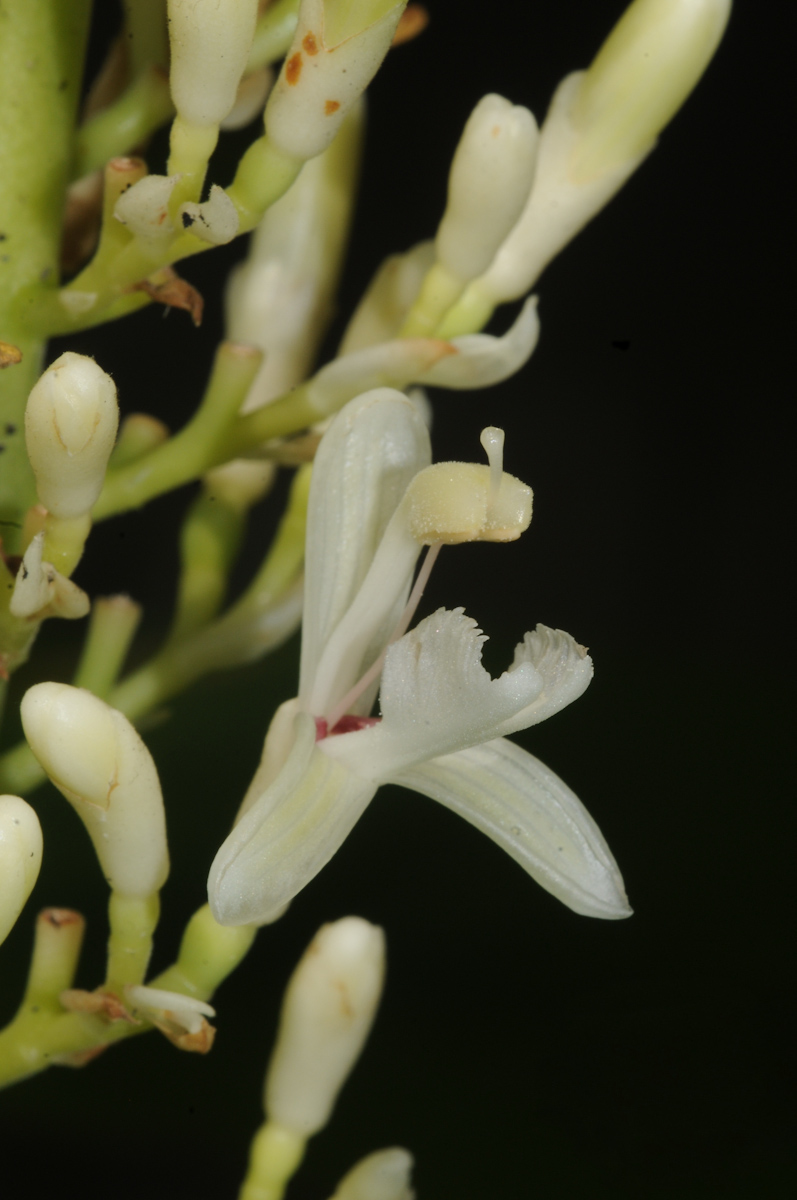
Alpinia galanga (L.) Willd.

'Chewing John'、'little John to chew'、'court case root' の名称で、ナンキョウはアフリカ系アメリカ人の民間薬ならびにフードゥー民間魔術で使われる。アーユルヴェーダはナンキョウをヴァータ（風）・シャマーナ（鎮静）薬と考える。

## 化学成分
ナンキョウの根茎はフラボノールのガランギンを含む。根茎は「galangol」と呼ばれる精油成分を含み、ここから分留によってシネオール、ピネン、オイゲノールなどが得られる。

## 推薦文献
- Greater galangal
- Scheffer, J.J.C. & Jansen, P.C.M., 1999. Alpinia galanga (L.) Willd.[Internet] Record from Proseabase. de Guzman, C.C. and Siemonsma, J.S. (Editors). PROSEA (Plant Resources of South-East Asia) Foundation, Bogor, Indonesia.